# Natasha Lyonne
Natasha Lyonne (New York, 4 april 1979) is een Amerikaans actrice. Ze werd als Natasha Braunstein geboren.

## Geselecteerde filmografie
- 2025: The Fantastic Four: First Steps
- 2025: Smurfs (stem)
- 2024: What If...? (stem)
- 2023: Poker Face
- 2022: Glass Onion: A Knives Out Mystery
- 2022: DC League of Super-Pets (stem)
- 2019–2022: Russian Doll
- 2016: The Intervention
- 2015: Sleeping with Other People
- 2015: Hello, My Name Is Doris
- 2013–2019 : Orange Is the New Black
- 2012: American Pie: Reunion
- 2005: Robots
- 2004: Blade: Trinity
- 2003: Party Monster
- 2001: Kate & Leopold
- 2001: The Grey Zone
- 2001: Scary Movie 2
- 2001: American Pie 2
- 1999: But I'm a Cheerleader
- 1999: Detroit Rock City
- 1999: American Pie
- 1998: Slums of Beverly Hills
- 1996: Everyone Says I Love You
- 1993: Dennis the Menace

## Trivia
- Natasha Lyonne kwam in 2005 negatief in het nieuws nadat mede-beroemdheid Michael Rapaport haar zijn appartement uitzette en er uitgebreid over berichtte in het tijdschrift Jane.[1] In 2016 was Lyonne afgekickt en hadden de twee hun ruzie bijgelegd.[2]